# Abadia de Kells
A Abadia de Kells (Abbey of Kells em inglês, Mainistir Cheanannais em irlandês) é um antigo mosteiro situado em Kells no Condado de Meath, 60 km a norte de Dublin, na República da Irlanda.
Sua construção remonta o início do século IX, e conservou por muito tempo o Livro de Kells, que ficou guardado ali durante a Idade Média e o início da Idade Moderna, até finalmente deixar a abadia no ano 1650.
Grande parte do Livro de Kells pode ter sido escrito ali, já que os historiadores não conhecem a data exata nem as circunstâncias de sua criação.

## História
A Abadia foi fundada primeiramente por São Columba provavelmente no ano de 554, após a doação do terreno pelo Alto-rei da Irlanda Diarmud Mac Caroll de Tara. o e reconstruída por monges que fugiram da Abadia de Iona no início do século IX, buscando um abrigo melhor e mais resistente aos então frequentes ataques dos vikings.
Alguns historiadores acreditam até que ali se encontrava uma antiga fortificação irlandesa, fato que resultou na escolha do local pelos monges.
Ainda assim houve ataques vikings à abadia. Durante o século X era constantemente saqueada. Apesar disso os monges conseguiram manter o Livro de Kells intacto até 1006, quando foi roubado de seu santuário. Existe uma referência nos Anais de Ulster que acredita-se referir-se ao roubo do livro de seu santuário e relata como ele foi devolvido dois meses depois à abadia sem sua capa. Os danos que foram causados na remoção da capa provavelmente seja a explicação para as ilustrações perdidas no início e no fim do livro.
No século XII o monastério foi desfeito e a abadia se transformou em uma paróquia
O livro permaneceu em Kells até o ano de 1650 quando as tropas de Oliver Cromwell se estabeleceram na cidade, ele foi enviado então a Dublin com o intuito de protegê-lo. Em 1661 ele foi enviado a Trinity College, onde permanece até hoje.

## Cemitério
No terreno em volta da igreja está situado um cemitério. O cemitério tem alguns elementos bem destacados, como a grande torre circular e quatro grandes cruzes.
- Torre Circular: Possui uma altura de 30 metros e data do século X. Hoje possui um telhado cônico. O registro mais velho da construção remarca o ano de 1076 quando o rei de Tara, Muircheartach Maelsechnaill, foi assassinado nela.

### Cruzes
Dentro do cemitério pode encontrar-se quatro grandes cruzes. Estas cruzes se chamam West
Cross (Cruz Ocidental), North Cross (Cruz Norte), Cruz de São Patrício e Columba e East Cross (Cruz Oriental).
- West Cross: Está situada no limite do cemitério, nela destacam-se os relevos que representam o batismo de Jesus, a queda de Adão, o julgamento de Salomão e a arca de Noé
- North Cross: Hoje em dia está quase desaparecendo, restando somente a pedra de base e o pilar central.
- Cruz de São Patrício e Columba: É a cruz em melhor estado de conservação e se encontra nas imediações do cemitério. Em sua base é possível ler a inscrição: «Patrici et Columbae Crux» (Cruz de Patrício e Columba, em Latim). Os relevos representam Daniel na cova dos leões, a caldeira quente, a expulsão de Adão e uma caça. Na outra parte da cruz está representado o juízo final, a crucificação de Jesus e um carroceiro numa carroça com um cachorro ao seu lado.

- East Cross: Claramente uma cruz inacabada, pois possui vários painéis sem entalhes. Dentro da parte acabada destacam-se um conjunto de quatro figuras em um dos braços e uma gravura que representa a crucificação de Jesus.

## Fotografias

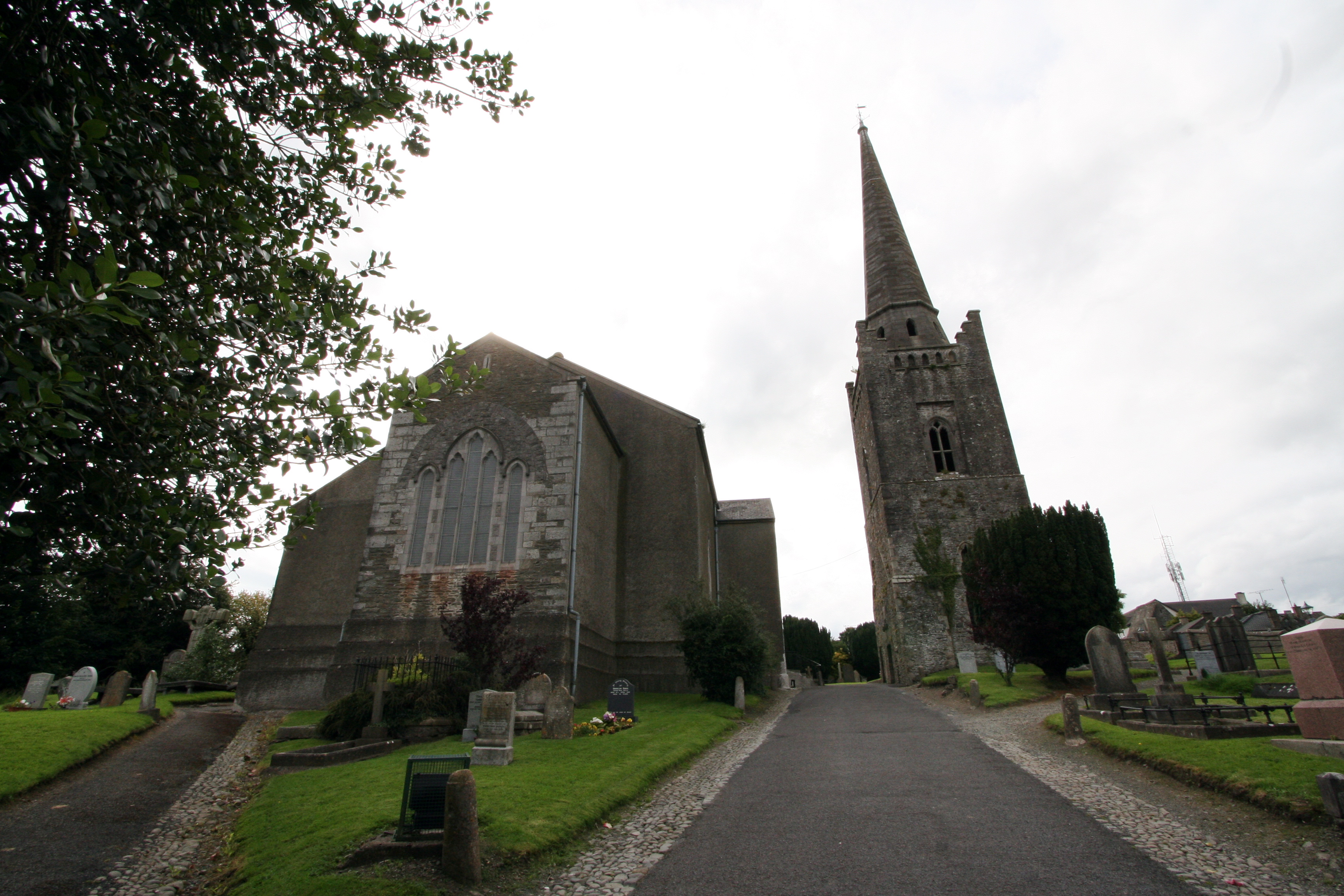
A igreja e o cemitério de Kells